# Diocese de Hong Kong e Macau
A Diocese de Hong Kong e Macau (聖公會港澳教區, Diocese of Hong Kong and Macao) foi uma diocese extraprovincial da Comunhão Anglicana, que serviu Hong Kong e Macau entre 1951 e 1998, sendo reestruturada posteriormente como Igreja Anglicana de Hong Kong (chinês tradicional: 香港聖公會, chinês simplificado: 香港圣公会, Hong Kong Sheng Kung Hui), uma igreja anglicana autónoma.

## História
A diocese era remanescente da antiga Diocese Anglicana de Vitória, que fazia parte da Chung Hua Sheng Kung Hui, uma igreja anglicana autónoma da China. A Chung Hua Sheng Kung Hui foi suprimida em 1949, durante a revolução comunista chinesa, devido à formação do Movimento Patriótico das Três Autonomias. Os anglicanos de Hong Kong e Macau reorganizaram a diocese, que tornou-se extraprovincial, sob a direção do Arcebispo da Cantuária. A diocese foi suprimida em 1998 para formar a Igreja Anglicana de Hong Kong, uma província da Comunhão Anglicana, sendo dividida em quatro dioceses novas: três em Hong Kong e uma área missionária em Macau.

## Bispos
- Ronald Owen Hall (1951 – 1967)
  - Andrew Yu-Yue Tsu (bispo-auxiliar)
- John Gilbert Hindley Baker (1967 – 1981)
- Peter Kwong Kong-kit (1981 – 1998)